# Xanthorhoe pauperrimata
Xanthorhoe pauperrimata är en fjärilsart som beskrevs av Hugo Theodor Christoph 1888. Xanthorhoe pauperrimata ingår i släktet Xanthorhoe och familjen mätare. Inga underarter finns listade i Catalogue of Life.